# Gubernia symbirska
Gubernia symbirska (ros. Симбирская губерния) – jednostka administracyjna Imperium Rosyjskiego i RFSRR we wschodniej Rosji Europejskiej, utworzona ukazem Katarzyny II w 1780 jako namiestnictwo symbirskie, w 1796 ukazem Pawła I przekształcone w gubernię. Stolicą guberni był Symbirsk. Zlikwidowana w 1928.

## Geografia
Gubernia graniczyła od północy z gubernią kazańską, na wschodzie z gubernią samarską, od której oddzielała ją Wołga (jedynie w dwóch miejscach – naprzeciw Symbirska i Syzrani gubernia obejmowała terytorium na lewym brzegu Wołgi), na południu z gubernią saratowską, na zachodzie z gubernią penzeńską i niżnonowogrodzką.
Powierzchnia guberni w 1897 wynosiła 49 500 km² (43 491 wiorst²). Gubernia w początkach XX wieku była podzielona na 8 ujezdów.

## Demografia
Ludność, według spisu powszechnego 1897 – 1 527 848 osób – Rosjan (68,0%), Mordwinów (12,4%), Czuwaszy (10,5%) i Tatarów (8,8%).

### Ludność w ujezdach według deklarowanego języka ojczystego 1897[1]
| Ujezd           | Rosjanie | Mordwini | Czuwasze | Tatarzy |
| --------------- | -------- | -------- | -------- | ------- |
| Gubernia ogółem | 68,0%    | 12,4%    | 10,5%    | 8,8%    |
| Ałatyrski       | 73,0%    | 26,7%    | …        | …       |
| Ardatowski      | 59,6%    | 39,4%    | …        | …       |
| Buinski         | 17,3%    | 3,8%     | 44,3%    | 34,6%   |
| Karsunski       | 85,3%    | 8,3%     | 2,3%     | 3,9%    |
| Kurmyski        | 52,5%    | 6,4%     | 25,9%    | 15,0%   |
| Sengilejski     | 78,9%    | 10,7%    | 4,6%     | 4,5%    |
| Symbirski       | 77,1%    | 4,9%     | 7,4%     | 9,8%    |
| Syzrański       | 88,7%    | 4,1%     | 3,4%     | 3,1%    |

Współcześnie większość terytorium historycznej guberni tworzy obwód uljanowski Federacji Rosyjskiej (37 300 km²), terytoria historycznej guberni wchodzą również w skład obwodu samarskiego i niżnonowogrodzkiego, Republiki Tatarstanu i Republiki Mordowii – autonomicznych republik w składzie Federacji Rosyjskiej.